# Vasilios Tsiartas
Vasilios Tsiartas (griechisch Βασίλειος Τσιάρτας, * 12. November 1972 in Alexandria) ist ein ehemaliger griechischer Fußballspieler. 

## Leben
Der 1,86 Meter große und 75 Kilogramm schwere Mittelfeldspieler war von 2004 bis 2005 Spieler des 1. FC Köln. Seine Stationen als Spieler waren AEK Athen (2000–2004), FC Sevilla (1996–2000), AEK Athen (1993–1996), FC Naousa (1989–1993) und AE Alexandria (1987–1989).
„El Mago“, wie er in Spanien genannt wurde, wechselte mit 32 Jahren von AEK Athen nach Köln, weil er beim AEK keinen neuen Vertrag mehr angeboten bekam. Im ersten Jahr beim 1. FC Köln in der 2. Fußball-Bundesliga gelang ihm gleich bei seinem Debüt das erste Tor. Aufgrund von Verletzungen konnte er jedoch nur vier Spiele in der Saison 2004/05 absolvieren.
Vasilios Tsiartas debütierte im April 1994 in Griechenlands Nationalmannschaft gegen Saudi-Arabien und wurde unter Trainer Otto Rehhagel bei der Fußball-Europameisterschaft 2004 in Portugal Europameister. Er nahm gemeinsam mit dem Bundesliga-Spieler Ioannis Amanatidis vom 1. FC Kaiserslautern am Konföderationen-Pokal 2005 teil.
Insgesamt bestritt er 70 Länderspiele für Griechenland und erzielte dabei 12 Tore. Darunter auch das bis dato schnellste Tor eines Nationalspielers in Europa (nach 43 Sekunden). Tsiartas ist auch wegen seiner sehr präzisen Freistöße bekannt, eine Zeit lang zählten seine Freistöße zu den besten der Welt.
Sein Vertrag beim 1. FC Köln wurde für die Saison 2005/06 nicht verlängert. Seit Oktober 2006 ist er beim griechischen Zweitligisten Ethnikos Piräus unter Vertrag. Am 14. Februar 2007 verkündete er sein Karriereende.
Er ist verheiratet und hat zwei Kinder.

## Erfolge
- 2004 Europameister
- 1996 griechischer Pokalsieger
- 1996 Torschützenkönig in Griechenland (26 Tore)
- 92/93–93/94 griechischer Meister